# نخلة عديمة الساق
نخلة عديمة الساق (الاسم العلمي: Phoenix acaulis) هي نوع من النباتات يتبع جنس النخلة من الفصيلة الفوفلية.